# Université Concordia (Minnesota)

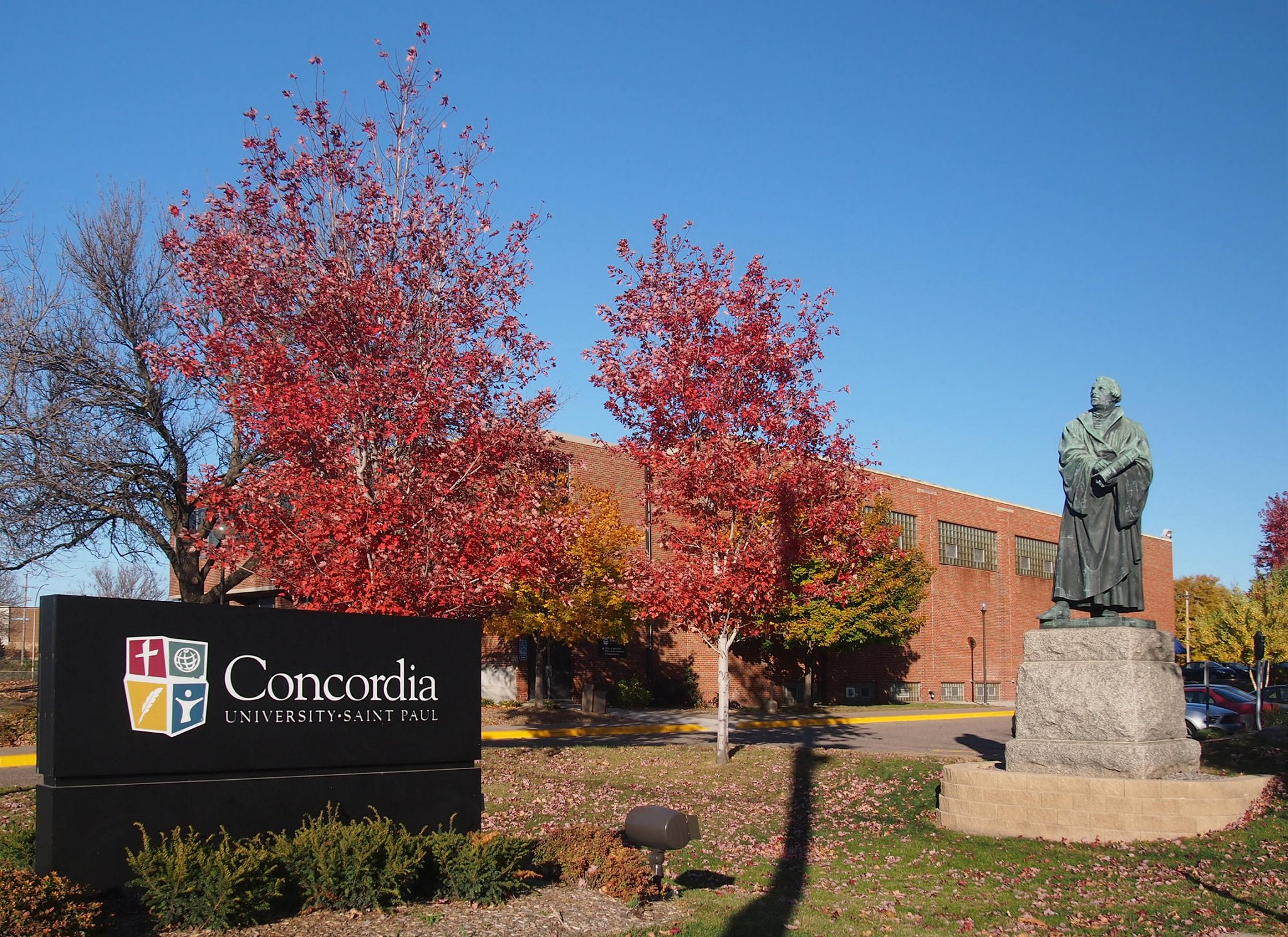
Entree principale de l’université Concordia.

L'université Concordia (en anglais : Concordia University) est une université américaine située à Saint Paul dans le Minnesota. Elle fait partie du Concordia University System.

## Source
- (en) Cet article est partiellement ou en totalité issu de l’article de Wikipédia en anglais intitulé « Concordia University (Saint Paul, Minnesota) » (voir la liste des auteurs).